# Horizonte Têxtil
A Horizonte Têxtil é uma das principais tecelagens do Brasil. Pertencente ao Grupo VDL, está no mercado desde 1995. Sua sede fica em Belo Horizonte, Minas Gerais, onde realiza o beneficiamento de tecidos. Possui ainda duas outras unidades para fiação e tecelagem, localizadas em Pará de Minas e Pedro Leopoldo. Em março de 2016 foi anunciado o fechamento de sua fábrica matriz na cidade de Pará de Minas.
Hoje a capacidade produtiva da tecelagem é de cerca de 24 milhões de metros lineares por ano. A empresa comercializa seus produtos no Brasil e exterior. Atualmente exporta para países como Uruguai, Colômbia, Paraguai, Chile, México e Argentina.